# مسابقات قهرمانی وزنه‌برداری جوانان و زیر ۲۳ سال اروپا (۲۰۲۳)
مسابقات قهرمانی وزنه‌برداری جوانان و زیر ۲۳ سال اروپا که از تاریخ ۲۵ ژوئیه تا اوت۲۰۲۳ در بخارست رومانی برگزار می‌شود.